# Конрад V Кацкий
Конрад V Кацкий, также Конрад V Кантнер (1381/1387 — 10 сентября 1439) — князь Олесницкий, Козленский, Бытомский и Сцинавский (1412—1427, с братьями), князь Олесницкий (1427—1439).

## Биография
Представитель силезской линии польской династии Пястов. Второй сын Конрада III Старого (1354/1359 — 1412), князя олесницкого (1403—1412), и Гуты, происхождение которой неизвестно. Как его старший и три младших брата, при крещении он получил имя Конрад, который был характерен на этой линии династии Пястов. Своё прозвище Кантнер он получил от города Кантх (Конты-Вроцлавске), который принадлежал князьям Олесницким с 1379 года.
В конце декабря 1412 года после смерти Конрада III Старого во всех его владениях стали править старшие сыновья, Конрад IV Старший и Конрад V Кацкий, действуя также от имени своих младших братьев.
В 1413 году олесницкие князья Конрад IV Старший и Конрад V Кацкий предоставили кредит на сумму 3000 гривен князю Людвику II Легницко-Бжегскому (в случае, если долг не будет оплачен в течение трех лет, князья Олесницкие должны были получить в залог города Бычина, Ключборк и Волчин.
В 1414 году князь Конрад V Кацкий вместе с братом Конрадом VII и другими князьями принимают участие на стороне польского короля Владислава Ягелло и великого князя литовского Витовта в войне с Тевтонским орденом. Конрад V Кацкий и Конрад VII участвуют в осаде польско-литовской армией орденского замка Бродница.
В 1416 году, когда все сыновья Конрада III Старого достигли совершеннолетия, старший из пятерых братьев, князь Конрад IV Старший, отрекся от власти в пользу Конрада V и остальных братьев. Конрад IV Старший избрал духовную карьеру и стал епископом вроцлавским. Однако, поскольку два других брата (Конрад VI Декан и Конрад VIII Младший), также избрали церковную карьеру, основными правителями княжества стали Конрад V и Конрад VII Белый.
В мае-июне 1416 года Конрад V находился в Мальборке, столице Тевтонского ордена, где принимал участие в церемонии посвящения младшего брата Конрада VIII в члены ордена. 9 июня того же года князья Конрад IV Старший, Конрад V Кацкий и Конрад VII Белый заключили с великим магистром Тевтонского ордена Михаэлем Кюхмайстером фон Штернбером договор, направленный против Польши и Литвы. Князья Олесницкие обязывались оказывать помощь Тевтонскому ордену во время войны с польским королем Владиславом Ягелло и великим князем литовским Витовтом.
В октябре-декабре 1417 года Конрад V вместе с младшим братом Конрадом VII гостил у великого князя литовского Витовта в Каунасе.
6 января 1420 года Конрад V Кацкий принес оммаж новому королю Чехии Сигизмунду Люксембургскому, участвовал в первом крестовом походе против чешских гуситов, а 28 июля того же года участвовал в коронации Сигизмунда чешской короной в Праге.
В сентябре 1421 году князь олесницкий Конрад V заключил соглашение с младшим братом и соправителем Конрадом VII. Братья допускали друг друга к власти в своих княжествах и урегулировали вопрос взаимного наследования.
В 1421 или 1427 году Конрад V Кацкий присоединился к антигуситской коалиции князей Силезии, организованной в Гродкуве по инициативе его старшего брата, епископа вроцлавского, князя Конрада IV.
В 1422 году князь олесницкий Конрад Кацкий участвовал в съезде имперских князей в Нюрнберге, в 1423 году принимал участие в съезде в Пресбурге, организованном германским императором Сигизмундом Люксембургским и направленным против Польши, поддерживающей чешских гуситов.
В марте 1424 года Конрад V Кацкий вместе с братом Конрадом VII Белым участвовал в краковском съезде монархов (по случаю коронации польской королевы Софии Гольшанской). В феврале 1427 года Конрад V Кацкий присутствовал на антигуситском съезде князей и городов Силезии в Стшелине.
3 сентября 1427 года умер князь Конрад VI Декан. После этого братья решили формально разделить свои владения, фактически по-прежнему управляя ими совместно. Конрад V Кацкий получил в единоличное правление Олесницу, Милич, Тшебницу, Прусице, Рудну, Вонсош и Жмигруд вместе с их округами. Конрад VII Белый получил Козле и половину Бытома, а младший из братьев Конрад VIII, оставаясь рыцарем Тевтонского ордена, формально стал единоличным правителем половины Сцинавы.
Конрад V принимал участие в борьбе против чешских гуситов. В 1430 году гуситы захватили Бытом, принадлежавших олесницким князьям. В том же году чешский наместник и гуситский лидер, князь Сигизмунд Корибутович занял город Гливице, избрав его своей резиденцией. В апреле того же 1431 года Конрад VII Белый отбил Гливице из рук гуситов (вероятно, при содействии войск князя Казимира Освенцимского). В 1431—1433 годах гуситы совершали разорительные набеги на земли Конрада и его братьев (в том числе на Козле, Бытом, Гливице, Немча, Милич, Прусице, Виньско, Тшебница, Любенж и Олесница).
В апреле 1433 года Конрад Кацкий участвует в съезде с польским королем Владиславом Ягелло в Калише. Он вместе с братом Конрадом VII Белым, Яном I Жаганьским и Генрихом IX Старший Глогувским заключили союз с Польшей и обещали предоставить военную помощь в предполагаемом польско-гуситском походе против Тевтонского ордена. В июне 1433 года Конрад Кацкий предоставил военную помощь (возможно лично участвовал) в польско-гуситской экспедиции в Гданьское Поморье и Новую Марку.
В сентябре 1435 года Конрад V вместе с братьями во Вроцлаве принес ленную присягу германскому императору и чешскому королю Сигизмунду Люксембургскому.
В декабре 1437 года после смерти Сигизмунда Люксембургского началась борьба между Ягеллонами и австрийским герцогом Альбрехтом Габсбургом за власть в Венгрии и Чехии. Князья олесницкие Конрад IV Старший и Конрад V Кацкий поддержали претензии Альбрехта на чешский престол.
В сентябре-ноябре 1438 года вторжение польской армии в Чехию и попытка интронизации королевича Казимира Ягеллончика закончилась неудачей. Польские войска совершили ряд опустошительных набегов на владения силезских Пястов (в частности, на Милич). В ноябре того же года Альбрехт II Габсбург с войском вступил в Силезию, заставив большинство князей принести себе ленную присягу на верность.
В феврале 1439 года Конрад V Кацкий вместе с братьям стали гарантами мирного договора, заключенного между Казимировом Ягеллончиком и чешским королем Альбрехтом Габсбургом, подписанном в Намыслуве.
10 сентября 1439 года князь олесницкий Конрад V Кацкий скончался в Буковице. Его владениями в соответствии с договором о взаимном наследовании 1421 года завладел его младший брат Конрад VII Белый, отстранив от наследования сыновей Конрада V Конрада IX Черного и Конрада X Белого. В самостоятельное княжество был выделен город Волув с окрестностями, которые получила жена Конрада V Маргарита в качестве вдовьего удела.

## Семья
До октября 1411 года Конрад V Кацкий женился на Маргарите (Малгоржате), происхождение которой неизвестно. Супруги имели в браке двух сыновей и трех дочерей:
- Агнешка (ок. 1411—1448), жена с 1444 года Каспера фон Шлика, графа Пассау и Вайскирхена (1396—1449), канцлера германского императора Сигизмунда Люксембургского
- Конрад IX Черный (ок. 1415—1471), князь Олесницкий, Козленский и Бытомский (1450-1471) и Сцинавский (1450—1452)
- Конрад X Белый (ок. 1420—1492), князь Олесницкий (1450—1452, 1470-1492), Козленский и Бытомский (1450—1452, 1470-1471), Сцинавский (1450—1492)
- Анна (ок. 1425—1482), жена с 1444 года князя Владислава Плоцкого (1398/1411 — 1455)
- Мария (ок. 1430—1466), аббатиса в Тшебнице (с 1456).